# Saligny-sur-Roudon
Saligny-sur-Roudon è un comune francese di 906 abitanti situato nel dipartimento dell'Allier della regione dell'Alvernia-Rodano-Alpi.

## Società

### Evoluzione demografica
Abitanti censiti